# Характеры-хранители
«Характеры-хранители» (яп. しゅごキャラ! Сюго Кяра!) — манга авторства Peach-Pit. Выпускается в Японии в журнале Nakayoshi издательства «Коданся» с 6 июля 2006 года. В России лицензирована компанией «Росмэн».
В 2008 году эта манга получила премию манги Коданся в номинации «Лучшая детская манга». Аниме по этой манге сняла в 2007 году студия Satelight. Оно транслировалась на канале TV Tokyo с 6 октября 2007 по 27 сентября 2008 года. Всего в нём насчитывается 51 серия и оно официально считается законченным, но с 4 октября 2008 года выходит продолжение под названием Shugo Chara!! Doki («Doki» обозначает сердцебиение), и оно также закончено 26 сентября 2009 года.
3 октября 2009 года началась трансляция блока программ под названием Shugo Chara Party!, включающего в себя третий сезон аниме под названием Shugo Chara!!! Dokki Doki (который был закончен 25 марта 2010 года), мини-серии про характеров-хранителей Shugo Chara Pucchi Puchi! и отдельную передачу, которую ведёт группа Shugo Chara Egg!.
Существует так же спин-офф манга Shugo Chara Chan!, выполненная в формате ёнкомы и повествующая о хранителях Аму. Она начала выходить в 2008 году. Последний, четвёртый, том вышел 28 декабря 2010 года.

## Сюжет
В душе каждого ребёнка хранится яйцо… Яйцо наших сердец… Наше настоящее я… Но ещё незаметное…
Аму Хинамори — главная героиня, младшая школьница Академии Сэйё. Одноклассники прозвали её «крутая и модная», хотя настоящая Аму — спокойная и застенчивая. Однажды ночью она загадала желание и попросила Ангела-Хранителя дать ей мужества, чтобы переродиться той, кем она хотела бы быть. Наутро Аму обнаружила в своей постели три яйца — красное, синее и зелёное. Из каждого яйца впоследствии «вылупился» характер-хранитель, который отражает одну из сущностей Аму и помогает ей. Хранителей зовут Ран, Мики и Су. Они могут также временно изменять индивидуальность человека и его способности. Ран — помогает в любви, дружбе и спорте, Мики — в искусстве, а Су — в домашних делах. Теперь жизнь Аму переменилась, и она вступает в группу Защитников Академии Сэйё, где у каждого участника также есть собственный Характер-хранитель.
Это Король — Тадасэ Хотори, Дама — Надэсико Фудзисаки, Валет — Кукай Сома и Туз — Яя Юики. Сама же Аму заняла пост Джокера — «козырной карты» Защитников. Аму получает мистический замок Хампти, сила которого позволяет ей перевоплощать характер, используя более 120 % силы характеров-хранителей. Задача Защитников — поиск Эмбриона (особого яйца души, способного исполнить любое желание) и защита яиц души обычных людей от организации «Пасха», которая тоже охотится за Эмбрионом.

## Список персонажей

### Главные персонажи
Аму Хинамори (яп. 日奈森 あむ Хинамори Аму) — главная героиня, Джокер, 12 лет. Аму учится в Академии Сэйё, где имеет репутацию «крутой и модной», которая ей совсем не нравится. Внешне Аму грубая, а внутри слабая и нежная. После того, как она загадала желание измениться, у неё появляются три характера-хранителя — Ран, Мики и Су, с которыми она сначала не очень ладила. Аму чуть позже присоединилась к «Защитникам». Она является «Джокером» в команде. Миссия Джокера — очищать все X-яйца. Через некоторое время у Аму рождается новый, четвёртый, характер-хранитель — Дайя. Аму не очень ладит с Утау из-за того, что Утау ревнует Аму к Икуто, хотя сама Аму утверждает, что между ними ничего нет. На самом деле Аму очень привязана к Икуто, но не может с уверенностью сказать, что к нему чувствует — она сама не знает кого любит. В 45 главе манги Аму отправляется вместе с Дайей и Тадасэ искать Ран, Мики и Су на дороге звёзд. Аму — владелица замка Хампти (Шалтай-замка).
Сэйю: Канаэ Ито
Тадасэ Хотори (яп. 辺里 唯世 Хотори Тадасэ) — главный среди хранителей, занимает должность Короля, 12 лет. Обладает очень стеснительным, мягким характером: никогда не начнет драку первым, защищает слабых, нерешителен. Когда же дело касается защиты друга, то первым бежит ему на помощь. Является идеалом и любимцем всех девчонок в школе. Когда же ему делают признание в любви, то отказывает, ссылаясь на то, что у него уже есть любимая. На самом деле «любимая» — никто иная как его собака детства. Когда Аму призналась ему в любви (1 серия) при изменении характера с Ран, Тадасэ отказал ей. Через некоторое время на вопрос Аму он отвечает, что ему нравится Амулет Черв. А потом наконец-то понимает, что ему нравится Аму и признается ей в этом (28 глава манги). В детстве Тадасэ пожелал стать сильнее, и на следующий день у него появился характер-хранитель Кисэки — уменьшенная копия самого Тадасэ. Кисэки — главный среди характеров-хранителей, их собственный король и тиран. Ученики школы называют Тадасэ принцем, но, как оказалось, зря: слыша слово «принц», Тадасэ сразу начинает строить планы по захвату мира и называть всех своими подданными, превращаясь на некоторое время в эгоистичного короля.

Тадасэ Хотори

Тадасэ — настоящий хозяин ключа Дампти, и поэтому всячески пытается забрать его у Икуто. В 102 серии узнаёт, что ключ принадлежал отцу Икуто, поэтому оставляет ключ у него.
Главный соперник Икуто в борьбе за Аму.
Сэйю: Рэйко Такаги
Икуто Цукиёми (яп. 月詠 イクト Цукиёми Икуто) — первоначально: парень из компании Пасха, один из тех, кто охотится за Эмбрионом. Ему 17 лет, он учится в старшей школе. Утау Хосина — его родная сестра. Характер-хранитель — Ёру — маленький кот, часто получающий щелбаны от своего хозяина. Икуто знакомится с Аму, когда та, в буквальном смысле, сваливается ему на голову. Поначалу испытывает к Аму противоречивые чувства — охотится за Эмбрионом на Пасху, являясь её соперником, но в то же время постоянно спасает. После признания Тадасэ тоже говорит Аму о своих чувствах, однако она ему не верит. Икуто любит подшучивать над людьми, в частности над Аму. Икуто — талантливый скрипач, свою скрипку он унаследовал от отца. На данный момент, является владельцем ключа Дампти от замка Хампти.
Сэйю: Юити Накамура
Утау Хосина/Цукиёми (яп. ほしな 歌唄 Хосина Утау) — младшая сестра Икуто, влюблённая в него; знаменитая певица, ей 14 лет. Характеры-хранители — Иру и Эру. В начале своей карьеры была фотомоделью, но после громкого дебюта песни Mekyuu butterfly стала певицей. Вначале ревновала Икуто к Аму, потому что Икуто слишком много, по её словам, думал об Аму. Позже, однако, Утау и Аму подружились. Утау очень любит своего брата, всюду следует за ним и хочет найти Эмбрион, чтобы исполнить мечту Икуто. Когда на Дайе появился икс, Утау стала её хозяйкой. Ушла из Пасхи даже не догадываясь, почему её так легко отпустили.

Икуто Цукиёми

В экстра выпуске манги, вышедшей после завершения основной линии сюжета, становится девушкой Кукая.
Сэйю: Нана Мидзуки
Кукай Сома (яп. 相馬 空海 Со:ма Ку:кай) — первый Валет, 13 лет, его характер-хранитель — Даити. Кукай обладает веселым, озорным характером, всегда улыбается. Способен поддержать друга в трудную минуту и дать совет. Подготавливал Аму к её статусу в Защитниках — «Джокеру». Учится на класс старше остальных Защитников. Капитан футбольного клуба, но несмотря на это, он любит все виды спорта. Обычно мечется между тремя кружками на выбор и не знает, на какой лучше пойти в новом учебном году. Из-за этого и получил характера-хранителя Даити. Даити, как и Кукай, обожает спорт. У Кукая есть четыре старших брата, которые, очевидно, любят над ним подшучивать. Подружился с Утау как в манге, так и в аниме. Хоть он и покинул хранителей, но время от времени приходит их навестить.
В экстра выпуске манги становится парнем Утау.
Сэйю: Ацуси Абэ
Надэсико/Нагихико Фудзисаки (яп. 藤咲 なぎひこ Фудзисаки Нагихико) — первая Королева (как Нагихико — третий Валет), лучшая подруга Аму, 12 лет. Её характер — Тэмари (позже появляется Ритм). Надэсико, как и Нагихико, полностью поддерживает Аму в её любви к Тадасэ. Надэсико — уникальный человек, владеющий одновременно характерами-хранителями женского и мужского пола. Весной Надэсико уезжает, но позже появляется Нагихико, представившийся Аму при первой встрече как старший брат-близнец Надэсико. У Надэсико и Нагихико есть секрет: на самом деле они — один и тот же человек (Тадасэ и Кукай об этом знают, позже, из нечаянно подслушанного разговора Нагихико и ясновидящей Саэки Нобуко, узнает и Рима). Вряд ли кто-нибудь из Защитников знает о его чувствах. На самом деле он влюблен в Риму. Несмотря на постоянные выпады Римы в его адрес, Нагихико отчаянно защищает Риму, часто едва ли не ценой собственной жизни. Во 2 части манги он говорит, что считает Риму очень красивой, и отчасти, намеком, дает Риме знать, что он её любит.
Сэйю: Саэко Тиба
Рима Масиро (яп. 真城 りま Масиро Рима) — вторая Королева, 12 лет. Её характер-хранитель — Кусу-Кусу. После того, как Надэсико уезжает, не только титул королевы, но и статус лучшей подруги Аму переходит к Риме. Хотя сначала девочки не ладили из-за внешнего характера Римы. Рима ревнует Аму к Надэсико и поэтому частенько злится на Нагихико. Рима — единственная из девочек, которая знает о секрете Надэсико и Нагихико. После того, как Рима узнает о тайне близнецов и объединяет силы с Нагихико, размолвки между королевами прекращаются. У Римы много поклонников, однако более-менее благосклонна она только к однокласснику Нагихико, Кирисиме. Во 2 части манги Рима ответила взаимностью на чувства Нагихико после его признания.
Сэйю: Саюри Яхаги
Яя Юики (яп. 結木 やや Юики Яя) — туз, 11 лет, её хранитель — Пепе. Яя — самая младшая среди хранителей. Пепе родилась из желания Яи оставаться ребёнком, потому что, когда у неё родился младший братик Цубаса, родители всё время стали уделять ему. Яя несерьёзно относится к своим обязанностям хранителя и очень любит пить чай в Королевском Саду. Занимается балетом.
Сэйю: Томоко Накамура
Кайри Сандзё (яп. 三条 海里 Сандзё: Кайри) — второй Валет, 10 лет. Серьёзный и строгий. Стал Валетом, когда Кукай перешёл в среднюю школу. Сначала был послан как шпион Пасхи за Защитниками, но влюбился в Аму и перешёл на сторону Защитников. Жил со своей сестрой Юкари (менеджером Утау) и во всём ей помогал, в конце вернулся в родной город. В конце 1 части манги снова переводится в Академию Сэйё.
Сэйю: Мицуки Сайга

### Второстепенные персонажи
Лулу де Морсель Ямамото (яп. 山本 ルル Ямамото Руру) — появляется во 2 сезоне. Как только она переехала в город, по школам поползли слухи о ней. Всегда называла Аму «Сумасшедшей Фанаткой» (хотя та таковой не являлась). Связалась с Пасхой с целью заполучить Эмбрион и сделать так, чтобы её мама снималась во всех фильмах и была знаменитой. С помощью своего мастерства, создавала амулеты, которые якобы «помогали воплотиться мечте». На самом деле она создавала Вопрос-яйца, которые притягивали Эмбрион. Когда защитники узнают о том что она создавала вопрос-яйца то она сама превратила своего характера-хранителя вопрос-яйцо. В 89-м эпизоде улетела обратно во Францию. Персонаж присутствует только в аниме.
Сэйю: Акэми Канда
Рикка Хиираги (яп. 柊 りっか Хиираги Рикка) — новый персонаж, который присутствует только в аниме — новая ученица школы Сэйё. Рикка будет в подмастерьях у Защитников. Она обладает особой силой — слышит голоса антияиц и обладает силой, которая их притягивает. Позже, у неё появляется характер-хранитель, который успел побывать Х-характером, но Рикка сама же её очистила. Позже, она вылупляется. Рикка принимала участие в «Открой сердце», и при её участии возможности этой техники расширяются. Рикка заменила Риму на посту Королевы Защитников.
Сэйю: Эрика
Хикару Итиномия (яп. 一之宮 ひかる Итиномия Хикару) — изначально глава компании Пасха. Тогда его называли Годзэном. Сейчас он ученик академии Сэйё. Он как и Рикка, первоначально был подмастерьем защитников. Мальчик довольно-таки умный, вот только с людьми общаться, к сожалению, не умеет, тем самым часто обижая их (неосознанно). Несмотря на то, что они с Риккой часто ругаются, они очень друг к другу привязаны. В манге и в конце 3-го сезона у него появляется Яйцо сердца.

### Характеры-хранители
Ран (яп. ラン) — первый вылупившийся характер-хранитель Аму. Её перевоплощение с Аму: Амулет Черв. Она чрезвычайно энергична и почти всегда носит с собой помпоны чирлидера. Иногда изменяет характер Аму без её согласия. Именно из-за Ран Аму в первый же день знакомства перед всеми призналась Тадасэ в любви, но была отвергнута, а также Ран без разрешения Аму сказала учителю, что может показать пример, как надо заниматься на турнике. Ран представляет желание Аму быть более честной и спортивной. В 44 главе манги возвращается в сердце Аму.
Сэйю: Кана Асуми
Мики (яп. ミキ) — второй, артистический характер-хранитель Аму. Её перевоплощение с Аму: Амулет Пик. Обидчивая, немного скептичная. В манге её приняли за мальчика. Она часто рисует и почти не расстаётся со своим блокнотиком, также может рисовать одежду для Аму и превращать её в настоящую со словами «Рисую росчерком пера». Мики представляет желание Аму быть более талантливой в искусствах. Очень любвеобильна — ей нравятся аж четверо характеров-хранителей. Особенно вздыхает по Кисэки. Позже, правда, она начинает думать только о Ридзуму. В 25 серии 1 сезона, когда Аму жаловалась на то, что ей много кто нравится, Мики сказала что это нормально, и около неё появились «фото-парней-которые-Мики-нравятся». В 44 главе манги она вместе с Ран и Су возвращается в сердце Аму.
Сэйю: Нанаэ Като
Су (яп. スゥ Су:) — третий характер-хранитель Аму. Её перевоплощение с Аму: Амулет Треф. Она не имеет большого количества навыков борьбы, но очень хороша в домашнем хозяйстве, кулинарии и вязании. Су представляет желание Аму быть более хозяйственной и женственной. В 44 главе манги возвращается вместе с Мики и Ран в сердце Аму.
Сэйю: Аки Тоёсаки
Дайя (яп. ダイヤ) — четвёртый и последний характер-хранитель Аму. Её перевоплощение с Аму: Амулет Бубн. Её яйцо появилось после рождения Ран, Мики и Су. Поскольку Аму переживала по поводу всего того, что произошло весной, Дайя стала X-характером и ушла к Утау. Она возвратилась к Аму, когда её сердце вновь засияло, но и до этого она иногда выходила из яйца, чтобы поиграть с другими характера-хранителями, а однажды улетела к Нагихико, так как он нуждался в её поддержке. Дайя представляет желание Аму быть более женственной, но её изменение характера, как заметили другие было очень слабое. Дайя унаследовала маленькую частичку Ран, Мики, Су, так что её можно назвать Истинным Я Аму. Так же её по ошибке (вследствие некорректного перевода) называют Дая или Бубна. В 44 главе манги снова вылупляется после того как Ран, Мики и Су исчезли и говорит Аму что она её «Навигатор в Будущем». В 45 главе манги перевоплощает характер с Аму без её согласия и ведет её и Тадасэ в Дорогу звезд искать Ран, Мики и Су. Является последним кристаллом души Аму.
Сэйю: Канаэ Ито
Кисэки (яп. キセキ) — характер-хранитель Тадасэ, появился от желания стать более сильным и его мечты о мировом господстве. Кисэки мечтает о мировом господстве и называет всех «мои верные подданные». Скорее всего, у Кисэки есть «дама сердца», на что он нечаянно намекнул в 91 серии (Большинство фанатов считают, что это Мики, характер-хранитель Аму, и называют эту пару Кимики). Также у него есть и друг — Ридзуму.
Сэйю: Кая Миякэ
Ёру (яп. ヨル ночь) — характер-хранитель Икуто. Ёру похож на кота — у него есть и хвост, и кошачьи уши, и соответствующий характер. Ёру появился потому, что Икуто хотел освободиться от Пасхи. Также Ёру любит гулять без своего хозяина и дружит с бездомными котами. Очень не ладит с Кисэки, собственно, как и их хозяева, однако в 81 серии аниме он спасает жизнь Кисэки. В 48 главе манги возврашается в сердце Икуто, так как тот нашёл своё настоящее я (скрипач). Ёру переводится как «ночь».
Сэйю: Миюки Савасиро
Иру (яп. イル) — она же Иль, первый характер-хранитель Утау. Иру — настоящий чертёнок, постоянно ссорится с Эру и любит рок-музыку. Когда Утау стала хозяйкой X-Дайи, Иру затаила обиду и вслед за Эру ушла к Аму, но позже, после очистки от Х Дайи вернулась. Может изменять или перевоплощать характер без согласия перевоплощаемого. Несколько позже влюбляется в Кукая.
Сэйю: Хироми Конно
Эру (яп. エル) — она же Эль, второй характер-хранитель Утау. Полная противоположность Иру, всегда с закрытыми глазами. Эру первой ушла от Утау к Аму, потому что Утау ни разу даже не изменила с ней характер, а Иру постоянно с ней ссорилась. Тем не менее, Эру, даже уйдя к Аму, хотела, чтобы Утау обратила на неё внимание. Эру была абсолютно бесполезна, когда перевоплощала характер с Аму, однако в перевоплощении с Утау она смогла очистить множество антихарактеров. Как и Иру, может изменять или перевоплощать характер без согласия перевоплощаемого. Ненавидит различные «заговоры», даже на благо Утау. Влюблена в Ридзуму, который называет её «мой милый ангел».
Сэйю: Хё Сэй
X-Дайя (яп. X**ダイヤ) — она же характер-хранитель Аму — Дайя. Появилась как яйцо в 27 серии, а вылупился «цыплёнок» в 29 серии. Очень скромна, и практически не разговаривает. Перевоплощалась только с Утау как Чёрный Бриллиант.
Даити (яп. ダイチ) — характер-хранитель Кукая, появился из-за того, что Кукай хотел заниматься разными видами спорта, но не мог выбрать один. Он очень энергичный и любит соревноваться с не менее спортивной Ран.
Сэйю: Хироюки Ёсино
Тэмари (яп. テマリ) — характер-хранитель Надэсико, появилась от желания Надэсико быть более манерной и стать японской танцовщицей. У неё резко меняется настроение — может сначала злиться и кричать, а через секунду стать пай-девочкой. Надэсико и Тэмари уехали в Европу, чтобы совершенствовать искусство танца Надэсико. Некоторое время спустя, когда Надэсико возвращается в Японию, Тэмари уже вернулась обратно в яйцо, потому что Надэсико стала сомневаться в том, что танцы — это действительно то, чем она хочет заниматься. Но благодаря этому удается скрывать тайну близнецов.
Сэйю: Рёка Юдзуки
Ридзуму (Ритм) (яп. リズム) — характер-хранитель Нагихико. Появился от желания Нагихико иметь больше мальчишеских черт. В отличие от хозяина, пользуется более мужественным местоимением «я» — «орэ» (Наги говорит о себе «боку»). Пока о Ридзуму мало известно, так как в аниме он появляется только в 91 эпизоде. Нагихико раньше обожал баскетбол, и скорее всего, появление Ридзуму с этим связано. За открытое дружелюбие его обозвали «плейбоем». Единственный друг Кисэки. Ридзуму значит «ритм».
Сэйю: Коки Мията
Кусу-Кусу (яп. クスクス) — характер-хранитель Римы. Кусу-Кусу — это клоун, который всегда веселит Риму, когда ей грустно. Кусу-Кусу выражает любовь Римы к комедиям.
Сэйю: Саяка Нарита
Пэпэ (яп. ぺぺ) — характер-хранитель Яи, появившийся из-за того, что родители мало внимания обращали на Яю и всё время возились с её новорождённым братом. Пэпэ представляет собой маленького ребёнка. Тем не менее она часто показывает себя со стороны старшей сестры, ибо намного умнее ребёнка.
Сэйю: Кимико Кояма
Мусаси (яп. ムサシ) — характер-хранитель Кайри. Появился из желания Кайри быть похожим на знаменитого самурая Миямото Мусаси (почему и получил такое имя) и, собственно, обладает характером и внешностью настоящего самурая. Мусаси очень интеллектуален и похож на своего хозяина.
Сэйю: Нобухико Окамото
Нана (яп. ナナ) — характер-хранитель Лулу. Разнохарактерный хранитель. Иногда бывает доброй, а иногда злой. Постоянно ругается с Ёру и учит его, что правильно говорить не «Ня!» а «Нья!». Иногда говорит с Лулу на французском или Американском языке.
Хотару (яп. ホタル) — характер-хранитель Рикки. Спокойная и тихая. Многие удивляются, что она то, кем хочет стать Рикка. Имеет хвостик как и Ёру, только на конце имеется солнце. Когда был задан вопрос, что это, она ответила: «Секрет». При изменении характера у Рикки вместо лент появляются солнца.

## Список серий
Рядом с названиями серий приведены даты премьерного показа в Японии.

### 1 сезон
1. Shugo Chara Born! (Рождение характера-хранителя!) 06.10.2007
2. A Heart`s Egg! (Яйцо Сердца!) 13.10.2007
3. Flaky and Fluffy, Leave it to Su! (Мягкие и пушистые! Предоставьте это Су!) 20.10.2007
4. I`m the Joker!? (Я — Джокер?!) 27.10.2007
5. Shoot! Defeat the X Character! (Бей! Победи икс-чару!) 03.11.2007
6. Character Transformation! Amulet Spade! (Перевоплощение характера! Амулет Пик!) 10.11.2007
7. The Small Egg! (Маленькое яйцо!) 17.11.2007
8. I`ve Fallen in Love with Your Eyes! (Я влюбилась в твои глаза!) 24.11.2007
9. The Seven Wonders of the Fujisaki Family!? (Семь секретов семьи Фудзисаки?!) 01.12.2007
10. Character Transformation! Amulet Clover! (Перевоплощение характера! Амулет Треф!) 08.12.2007
11. Snow Mountain Holiday! (Выходные в заснеженных горах!) 15.12.2007
12. A Sad Christmas Eve! (Грустный Канун Рождества) 22.12.2007
13. Big Trouble! New Year`s Live! (Большие неприятности! Новогодний концерт!) 05.01.2008
14. A Shugo Chara on a Ski Slope!? Snoppe Appears! (Характер-хранитель на лыжном спуске? Появление Снуппи!) 12.01.2008
15. Big Battle at the Snowfield! Save Snoppe! (Большая битва на снежном поле! Спасение Снуппи!) 19.01.2008
16. One, Two, Three. Heart`s Magic! (Раз, два, три! Магия Сердца!) 26.01.2008
17. Speech Contest in the Nick of Time! (Торжественная речь в последний момент!) 02.02.2008
18. Happy, Embarrassing First Date! (Веселое, волнующее первое свидание!) 09.02.2008
19. Papa and Mama`s Reminiscence! (Воспоминание Папы и Мамы!) 16.02.2008
20. A Present For You! (Подарок для тебя!) 23.02.2008
21. Shugo Chara Kidnapping! (Похищение характеров-хранителей!) 01.03.2008
22. Shugo Chara Epic Rescue Battle! (Великий план по спасению характеров-хранителей!) 08.03.2008
23. Remake Honey! The Person I Want To Be! (Восстанавливающий Мед! Мое возможное я!) 15.03.2008
24. The Heart`s Sketch! (Сердце рисунка!) 22.03.2008
25. Nadeshiko! Goodbye Haruna! (Надесико! Весенние прощания!) 29.03.2008
26. A New Beginning! (Новое начало!) 05.04.2008
27. The fourth Guardian Egg! (Четвёртое яйцо-хранитель!) 12.04.2008
28. Joker Elimination? A New Guardian Appears! (Провал Джокера? Собрание новых защитников!) 19.04.2008
29. Chara Transformation!? Amulet Angel! (Перевоплощение характера?! Амулет Ангела!) 26.04.2008
30. Class Star vs. Class Moon! Big Cheerleader Activity! (Класс Звезды против класса Луны! Голос Болельщицы!) 03.05.2008
31. Pretty Baby. Great Rebellion! (Милый ребёнок, большое восстание!) 10.05.2008
32. The Lonely Queen! (Одинокая Королева!) 17.05.2008
33. Can`t Help Falling In Love! (Я не могу не влюбиться!) 24.05.2008
34. Seriously!? Great Haunted House Adventure! (Правда!? Большое приключение в заброшенном доме!) 31.05.2008
35. Wedding Cake of First Love! (Свадебный торт моей первой любви!) 07.06.2008
36. Golden Prince! -First Part- (Золотой Принц! *Часть первая*) 14.06.2008
37. Golden Prince! -Last Part- (Золотой Принц! *Часть вторая*) 21.06.2008
38. Key, Lock, That Person and Me! (Ключ и Замок, он и я!) 28.06.2008
39. Chara Transform! Platina Royal! (Перевоплощение характера! Королевская Платина!) 05.07.2008
40. Rima! Unlock the Heart! (Рима! Открой сердце!) 12.07.2008
41. True Self! (Мое настоящее Я!) 19.07.2008
42. Utau Hoshina! The Last Fight! (Утау Хосина! Последняя битва!) 26.07.2008
43. Character Transformation! Amulet Diamond! (Перевоплощение характера! Амулет Бубн!) 02.08.2008
44. Twinkle of the Heart! (Мерцание сердца!) 09.08.2008
45. Go for it! Seiichiro! (Удачи! Сэйитиро!) 16.08.2008
46. Rima`s Advent!? The God of Comedy! (Появление Римы! Бога Комедий!) 23.08.2008
47. I`m Utau`s Manager!? (Я — менеджер Утау?!) 30.08.2008
48. Asking a Favor of Yaya! (Предоставьте это Яя!) 06.09.2008
49. The secret of the violin! Notes dancing in the wind! (Секрет скрипки! Танцующие по ветру ноты!) 13.09.2008
50. Have we really found it?! The Embryo! (Мы действительно нашли его?! Эмбрион!) 20.09.2008
51. I`ll get the Embryo! (Я заполучу Эмбрион!) 27.09.2008

### 2 сезон
1. (52) Sparkle With All Your Might! (Сияй изо всех сил!) 04.10.2008
2. (53) Hectic Day to Speak Frankly!? (Мы действительно так заняты?!) 11.10.2008
3. (54) Eh? A New Friend! (А? Новый друг?!) 18.10.2008
4. (55) Put the Heart of the Song on Wings! (Окрылённое сердце песни!) 25.10.2008
5. (56) To the Sky! The Feeling to Take Off! (К необъятному небу! Наши парящие чувства!) 01.11.2008
6. (57) Real Pretty Close Call! (Очень милые неприятности!)(По-настоящему кавайно опасное положение) 08.11.2008
7. (58) Panic in Class Plum! (Неразбериха в детском саду!) 15.11.2008
8. (59) Utau Hoshina! New Beginning! (Утау Хосина! Новое начало!) 22.11.2008
9. (60) Lucky Day is a Great Day for Declaration of Love? (Самый лучший день для признания!) 29.11.2008
10. (61) Notice Them! Kiran’s Feelings! (Доставить чувства Киран!) 6.12.2008
11. (62) Rima vs. Nagihiko! Are The Two Rivals? (Рима против Нагихико! Соперники?!) 13.12.2008
12. (63) Lulu’s Flawless Christmas! (Идеальное Рождество Лулу!) 20.12.2008
13. (64) The New Year! A Dazzling Character Transformation!? (Первое перевоплощение характера в новом году?!) 27.12.2008
14. (65) Are There Much Secrets On A Snowy Day? (Много тайн в снежный день?) 10.01.2009
15. (66) A Disturbance! A Beautiful Girl With Cat Ears?! (Тревога! Прекрасная девочка с кошачьми ушами?!) 17.01.2009
16. (67) A UFO Girl Appears! (Появление девочки-инопланетянки!) 24.01.2009
17. (68) Goodbye, Saaya Yamabuki… (Прощайте, Ямабуки Саая…) 31.01.2009
18. (69) First Love? Love Attack! (Первая любовь? Атака любви!) 7.02.2009
19. (70) I Hate Chocolate!? (Я ненавижу этот глупый шоколад!?) 14.02.2009
20. (71) Tough Road of Integrity! Kairi Returns! (Тяжкий путь истины! Возвращение Кайри!)
21. (72) How Seismic! Grandma Appears!! (Спасайтесь! Бабуля идёт!!) 28.02.2009
22. (73) Classified! Make-up Recipe?(Большой секрет! Рецепт примирения?) 7.03.2009
23. (74) An Exciting White Day! (Захватывающий Белый День!) 14.03.2009
24. (75) Coming Out!? Utau Came My House! (Палево!? Утау пришла ко мне домой!) 21.03.2009
25. (76) New Enemy!? The Battle On A Moonlight Night! (Новый Враг!? Сражение лунной ночью!) 28.03.2009
26. (77) Impact! The First Date Which Was Broken!? (Невероятно! Первое Свидание разрушено!?) 04.04.2009
27. (78) Amu-chan’s Long Day!? (Долгий день Аму-тян?!) 11.04.2009
28. (79) Ikuto and Amu Battle of Sorrow! (Икуто против Аму. Печальное сражение!) 18.04.2009
29. (80) The Feeling Which You Feel! Platinum Heart! (Чувства, которые ты испытываешь! Платиновое Сердце!) 25.04.2009
30. (81) Infiltration! Easter Company!? (Вторжение! В «Пасху»!?) 2.05.2009
31. (82) Fierce Fighting! I Become an Ace! (Жестокая битва! Я становлюсь Тузом!) 9.05.2009
32. (83) Music Exposition of Passing Each Other? (Музыкальная выставка. Мы примем друг друга?) 16.05.2009
33. (84) Nikaidou sensei is a Teacher After All!? (Никайдо-сэнсэй — учитель, в конце концов!?) 23.05.2009
34. (85) Elo! Rumored Gal Appears!! (Чииз! Известная по слухам Девочка появляется!!) 30.05.2009
35. (86) Resound, My Voice! To The Me of That Day!! (Звучи, мой голос! Приди ко мне из того самого дня!) 6.06.2009
36. (87) Save Nana! Guardian Character Nurse and Safeguarding? (Спасём Нану! Характеры-хранители — защитники и медсёстры?) 13.06.2009
37. (88) Calamity! The Great Mystery Egg Runaway!! (Беда! Гигантское вопрос-яйцо выходит из-под контроля!!) 20.06.2009
38. (89) Heart, I Understand. (Сердце, я поняла.) 27.06.2009
39. (90) I Want to Tell You These Feelings! (Я хочу рассказать тебе о чувствах!) 4.07.2009
40. (91) Full Throttle! My rhythm! (На всю катушку! В своем ритме!) 11.07.2009
41. (92) Decide to be Cool! Beat Jumper! (Я решил быть классным! Разящий Прыгун!) 18.07.2009
42. (93) Hoshina Utau, Wings from the Future. (Утау Хосина, полет в будущее) 25.07.2009
43. (94) Advance! Mikeneko Search Party!? (Прогресс! Поисковая группа черепахового кота!?) 01.08.2009
44. (95) Rima and Yaya, the Bond of a Pearl! (Рима и Яя, Жемчужная связь!) 08.08.2009
45. (96) An Unheard Voice, Sorrowful Feelings. (Потерянный Голос, Печальные Чувства.) 15.08.2009
46. (97) Tadase and Ikuto! The Horoscope of Destiny! (Тадасэ и Икуто! Гороскоп Судьбы!) 22.08.2009
47. (98) Revival! The Shining Dancing Princess! (Возрождение! Сияние Танцующей Принцессы!) 29.08.2009
48. (99) Our Feelings as One! Guardian’s Fight! (Наши общие чувства! Битва Защитников!) 5.09.2009
49. (100) Birth! Double Chara Nari! (Рождение! Двойное Превращение Характера!) 12.09.2009
50. (101) The Torn Picture Book! A Sad Secret! (Порванная книжка с картинками! Печальная Тайна!) 19.09.2009
51. (102) Egg of Dreams, My Would-Be Self. (Яйцо Мечтаний, Моё Настоящее «Я») 26.09.2009

### 3 сезон
1. (103) Energy-filled Transfer Student! (Необычная Студентка по Обмену!) 03.10.2009
2. (104) Birth! A Guardian Apprentice!? (Появление! Ученик Защитников?!) 10.10.2009
3. (105) Reaching Hearts! Song Power! (Достигни Сердец! Энергия Песни!) 17.10.2009
4. (106) Hikaru VS BUNNIES? Summer Job is Hard Work! (Хикару против КРОЛИКОВ? Летняя практика — тяжёлая работа!) 24.10.2009
5. (107) Yaya’s Limitless Guarding!! (Безграничная Забота Яя!!) 31.10.2009
6. (108) Placing the Eggs Back! (Яйца — Назад!) 07.11.2009
7. (109) Welcome Back! Nadeshiko! (С Возвращением, Надэсико!) 14.11.2009
8. (110) Charming Chara Change! (Очаровательное Изменение Характера!) 21.11.2009
9. (111) Why!? Rima-senpai! (Почему?! Рима — Сэмпай!) 21.11.2009
10. (112) Eh! Tadase-kun has a Person he Likes!? (А? Тадасэ-куну кто-то нравится?!) 05.12.2009
11. (113) Sparkling Treasure! (Сверкающее Сокровище!) 12.12.2009
12. (114) Exhausted~ Amu-chan, Becomes a Mommy? (Усталость~ Аму-тян становится Мамой?) 19.12.2009
13. (115) Would-be Me! (Настоящая Я!) 26.12.2009
14. (116) First Time Meeting this X Character!? (Первая Встреча с Х-Характером?!) 09.01.2010
15. (117) Stop Fighting! (Хватит Спорить!) 16.01.2010
16. (118) Advance, Rikka! Guardian’s Town (Прекрасно, Рикка! Город Защитников) 23.01.2010
17. (119) Turn, Turn! A Revolving World! (Поворот! Мир меняется!) 30.01.2010
18. (120) An Exciting Picnic! (Захватывающий пикник!) 06.02.2010
19. (121) Utau, Swaying Heart (Переживания Утау) 13.02.2010
20. (122) Heartbeat! Egg Got An X Mark On It?! (Пульса! Яйцо Получил X Знак?!) 20.02.2010
21. (123) Nice to Meet You, My name is Hotaru! (Рада знакомству! Я — Хотару!) 27.02.2010
22. (124) Hikaru and Fun Amusement Park! (Хикару и Луна-Парк.) 06.03.2010
23. (125) Oh, no! Rikka and the X Eggs… (О, нет! Рикка и Икс-яйца!)
24. (126) Believe! In my Pure Heart! (Поверь! В моё «Чистое Чувство»!)
25. (127) Heartbeat of Heartbeat! (Супер-пупер прощание!)